# 指定弁護士
指定弁護士（していべんごし）とは、付審判制度（準起訴手続）および検察審査会強制起訴制度によって、検察官の職務を行う弁護士のこと。

## 名称
検察審査会による強制起訴制度を規定している検察審査会法や検察審査会法施行令においては「指定弁護士」という文言があるが、刑事訴訟法においては「指定を受けた弁護士」や「検察官の職務を行う弁護士」という文言を使用している。
一方、検察官の職務を行う弁護士に給すべき手当の額を定める政令においては、「刑事訴訟法第二百六十八条第一項又は検察審査会法第四十一条の九第一項若しくは第四十一条の十一第二項の指定を受けた弁護士」を「指定弁護士」と定義している。

## 指定
指定弁護士は裁判所によって指定されると規定されているが、最高裁判所と日本弁護士連合会による「当該事件が係属する地方裁判所が、その管轄区域内に所在する弁護士会に推薦を依頼する」との取り決めにより、地域の弁護士会が推薦した弁護士が指定される慣例となっている。
指定弁護士がその職務を行うに適さないと認める時又はその他特別の事情がある時は裁判所は指定を取り消すことができる。指定を取り消した後で裁判所から再度指定弁護士を指定することができる。

## 職務
裁判所の付審判決定、および、検察審査会の起訴議決に伴う公訴の維持を行うため、検察官の職務を行う。ただし、検察事務官及び司法警察職員に対する捜査の指揮は、検察官に嘱託して行わなければならない。
なお、公訴棄却をされても公訴提起の回数の制限はないため、法律上は繰り返し起訴ができる。

## 手当
公訴を維持すべき事件の審級ごとの手当は50万円以上315万円以下（ただし、上訴審及びその後の審級については、19万円以上315万円以下）の範囲内で、裁判所が定める（検察官の職務を行う弁護士に給すべき手当の額を定める政令1条本文）。検察官の職務として出張した場合は、国家公務員旅費法に基づき、一号の検事（検事の項参照）に給すべき旅費の額に等しい金額が、上記手当に加算される（検察官の職務を行う弁護士に給すべき手当の額を定める政令2条）。

## 検察官としての権限
被疑者逮捕
指定弁護士は被疑者が罪を犯したことを疑うに足りる相当な理由があるときは、裁判官のあらかじめ発する逮捕状により、これを逮捕することができる（刑事訴訟法199条）。逮捕後は直ちに犯罪事実の要旨及び弁護人を選任することができる旨を告げた上、弁解の機会を与え、留置の必要がないと思料するときは直ちにこれを釈放し、留置の必要があると思料するときは被疑者が身体を拘束された時から48時間以内に裁判官に被疑者の勾留を請求しなければならない（刑事訴訟法204条）。
強制捜査
指定弁護士は、犯罪の捜査をするについて必要があるときは、裁判官の発する令状により、差押、捜索又は検証をすることができる。この場合において身体の検査は、身体検査令状によらなければならない（刑事訴訟法第218条）
証人尋問
指定弁護士は犯罪の捜査に欠くことのできない知識を有すると明らかに認められる者が、被疑者以外の者の取り調べに対して、出頭又は供述を拒んだ場合には、第一回の公判期日前に限り、裁判官にその者の証人尋問を請求することができる（刑事訴訟法第226条）。召喚を受けた証人が正当な理由がなく出頭しないときは、10万円以下の過料に処し、かつ、出頭しないために生じた費用の賠償を命ずることができ（刑事訴訟法第150条）、証人として召喚を受け正当な理由がなく出頭しない者は、10万円以下の罰金又は拘留に処する（刑事訴訟法第151条）。召喚に応じない証人に対しては、これを勾引することができる（刑事訴訟法第152条）。勾引状は裁判長又は受命裁判官が記名押印しなければならず、指定弁護士の指揮によつて、検察事務官又は司法警察職員がこれを執行する。
取調べ費用
指定弁護士が取り調べた者又は嘱託を受けた鑑定人、通訳人若しくは翻訳人には、旅費、日当、宿泊料、鑑定料、通訳料又は翻訳料を支給し、かつ、鑑定、通訳又は翻訳に必要な費用の支払又は償還をすることができる（検察官の取り調べた者等に対する旅費、日当、宿泊料等支給法）。